# 요나스 베르그렌

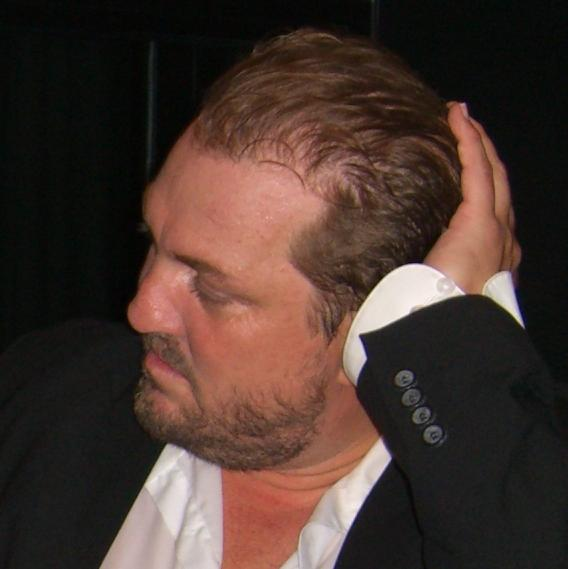

요나스 베르그렌(1967년 3월 21일~ )은 스웨덴의 가수이다. 그룹 에이스 오브 베이스의 멤버이다. 1987년 데뷔했으며, 동생으로는 린 베르그렌, 제니 베르그렌이 있다.